# Emblema nacional de Kazajistán
El emblema nacional de Kazajistán tiene forma de círculo, símbolo de la vida, de la eternidad. El elemento central es el shanyrak, la parte superior circular de la cúpula de la yurta. El shanyrak simboliza el bienestar de la familia, la paz y la tranquilidad.
La siguiente parte integrante de la estructura del emblema son los caballos fantásticos con alas de oro y cuernos en forma de media luna, los tulpar. Las alas de oro de los caballos fantásticos se parecen a los haces de trigo, las espigas de oro, que simbolizan indicios de trabajo, abundancia y prosperidad.
En el centro del emblema hay una estrella de cinco puntas.
El emblema tiene dos colores: azul y dorado. El color azul celeste del fondo de la bandera alude a los diversos pueblos túrquicos que conforman la población actual del país, que incluye entre otros a poblaciones de origen tártaro, mongol y uigur. Para esos pueblos el color azul celeste estaba dotado de simbolismo religioso y representaba al dios Gök-Tanry aunque actualmente el color de la bandera es interpretado como el símbolo del cielo despejado que se divisa en el país y de la libertad de su pueblo. La gama dorada se interpreta como el futuro luminoso de los pueblos kazajos. 
La porción más baja del emblema lleva una inscripción Қазақстан. La imagen reproducida del emblema nacional de Kazajistán, sin importar su tamaño, debe conformarse exactamente con el diseño del color (respectivamente blanco y negro) del estándar de la referencia del emblema nacional de Kazajistán guardada en la residencia del presidente de Kazajistán.

## Emblema antiguo
El actual Emblema Nacional sustituyó el emblema de la República Socialista Soviética de Kazajistán, adoptado el 26 de marzo de 1937 y basado en el de la Unión Soviética, con los símbolos comunistas de la hoz y el martillo y la estrella roja de cinco puntas, un sol naciente que simbolizaba el futuro de la nación kazaja y unos haces de trigo alrededor en representación de la riqueza agrícola. El lema «¡Proletarios de todos los países, uníos!», figuraba en kazajo y en ruso, así como el nombre de la república, KSSR (KCCP en alfabeto cirílico).

## Galería de escudos

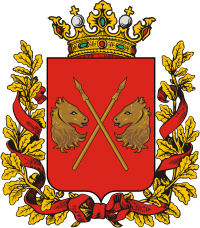
Escudo de armas del Óblast de Turgay (1868-1920)
Escudo de armas del Óblast de Uralsk (1868-1920)
Escudo de armas del Óblast de Akmolinsk (1868-1920)
Escudo de armas del Óblast de Semipalatinsk (1854-1920)
Escudo de armas de la República Autónoma Socialista Soviética de Kirguistán (1921-1925)
Escudo de armas de la República Autónoma Socialista Soviética de Kazajistán (1927-1937)
Emblema de la República Socialista Soviética de Kazajistán (1939-1978)
Emblema de la República Socialista Soviética de Kazajistán (1978-1991) y la República de Kazajistán (1991-1992)